# Nemzetiségi Rádió
Nemzetiségi Rádió (deutsch Nationalitätenradio) ist einer von neun staatlichen ungarischen Hörfunksendern, die von der Gesellschaft Duna Média (ehemals Magyar Rádió) betrieben werden. Das Programm des Senders richtet sich an die in Ungarn lebenden Minderheiten in deren jeweiliger Sprache.
Der Sitz des Senders befindet sich in der Bródy Sándor utca 5–7 im VIII. Bezirk der ungarischen Hauptstadt Budapest.

## Geschichte
Das Nemzetiségi Rádió wurde nach Kossuth Rádió, Petőfi Rádió und Bartók Rádió 2007 als vierter Radiosender des ungarischen Rundfunks unter dem damaligen Namen MR4-Nemzetiségi adások ins Leben gerufen. Zu den Zielen des Senders gehören Informationen, Unterhaltung und die Vermittlung kultureller Werte für alle in Ungarn lebenden Minderheiten in ihrer Muttersprache.
Sendungen werden in den folgenden Sprachen ausgestrahlt: armenisch, bulgarisch, deutsch, griechisch, kroatisch, polnisch, rumänisch, russinisch, serbisch, slowakisch, slowenisch, ukrainisch sowie in den beiden Roma-Sprachen Lovári und Beás.
Gesendet wird live täglich von 8 Uhr bis 20 Uhr, danach gibt es Wiederholungen der Sendungen des Tages. Das deutschsprachige Programm umfasst zwei Stunden Sendezeit an jedem Tag.
Der Hauptsitz des Senders befindet sich in Budapest, daneben gibt es drei weitere Redaktionen in den Städten Pécs, Szeged und Miskolc.
Auf der Website des Radiosenders finden sich Informationen zu den Sendungen auf Ungarisch und in der jeweiligen Muttersprache. Zudem gibt es die wichtigsten Nachrichten des ungarischen Rundfunks in den Sprachen der Minderheiten.
Das armenische Programm des Senders erhielt 2017 eine Auszeichnung des Landes Armenien als bestes Medium im Ausland zur Erhaltung der armenischen Traditionen, Identität und Kultur.

## Empfang
Der Sender ist über Mittelwelle, Satellit, Kabel und als Internetradio zu hören. Nemzetiségi Rádió sendet in Ungarn von folgenden Standorten und Frequenzen:
| Senderstandort | Frequenz    |
| -------------- | ----------- |
| Győr           | MW 1350 kHz |
| Lakihegy       | MW 873 kHz  |
| Marcali        | MW 1188 kHz |
| Pécs           | MW 873 kHz  |
| Szolnok        | MW 1188 kHz |